# Andrei Amàlrik
Andrei Amàlrik (rus: Андрей Алексеевич Амальрик)  (Moscou, 12 de maig de 1938 - Guadalajara, 12 de novembre de 1980), nom complet amb patronímic Andrei Alekséievitx Amàlrik rus: Андре́й Алексе́евич Ама́льрик, fou un dissident soviètic, periodista i escriptor, especialment recordat a Occident pel seu audaç i en part profètic assaig titulat Sobreviurà la Unió Soviètica fins al 1984 ?

## Biografia

### Primers anys
Nascut a la família del famós historiador i arqueòleg Aleksei Sergueiévitx Amàlrik, a l'edat de tretze anys va organitzar un teatre amateur de titelles a casa seva i hi representava les seves obres.
Va estudiar a la facultat d'història de la Universitat Estatal de Moscou. El 1963, va enutjar la universitat amb una dissertació que suggeria que els comerciants guerrers escandinaus (els vikings, habitualment coneguts a Rússia com a varegs) i els grecs, més que els eslaus, van tenir el paper principal en el desenvolupament del primer estat rus al segle IX. Segons aquesta teoria normanda la cronologia de les cròniques russes, la llegenda de la vocació dels varegs era una saga entre els escandinaus de Nóvgorod i va ser escrita pel compilador del còdex de Nóvgorod el 1050. I Rúrik va poder aparèixer a Nóvgorod i Stàraia Làdoga en els anys 920 - 930. El primer príncep de Kíev va ser Askold, que va ser assassinat per Oleg abans de la captura de Kíev. Segons Amàlrik, Oleg va morir durant la campanya dels rus' al mar Caspi el 911/912 i Dir es va convertir en el seu successor. Al seu torn, Dir va ser víctima d'Ígor, que es trobava en una gran marxa cap al sud. Amàlrik es va negar a modificar les seves opinions i va ser expulsat de la universitat.
La primera fase de l'escandalosa història que va conduir a l'expulsió d'Amàlrik de la Universitat Estatal de Moscou és esmentada en les seves memòries per Aleksandr Zimín: "Un dia em va venir amb un assaig sobre el normandisme, en el qual havia rebatut Ribakov. Li vaig dir que, per descomptat, podria tenir raó, però que calia aprofundir, i les "incursions d'hússars" no provarien la veritat. Però, òbviament, l'estudi sistemàtic no li va agradar. La seva vida posterior és la pàgina de la vida del nostre país, i ja no té res a veure amb la història de la nostra ciència feudal”.

### Primera sentència de presó
Sense un títol universitari habilitant, Amàlrik es va haver de conformar amb realitzar feines mal pagades. Va escriure obres de teatre en l'esperit del "teatre de l'absurd". Va recopilar artistes alternatius, en particular, va adquirir pintures del seu amic Anatoli Zvérev, però aviat va atreure les mirades i l'atenció dels serveis de seguretat, després que intentés contactar amb un acadèmic danès a través d' l'ambaixada de Dinamarca a Moscou. Aquestes obres i el seu interès en l'art modern no figuratiu (en detriment del realisme socialista soviètic) li van costar el seu primer arrest al maig de 1965. Tot i que se l'havia acusat inicialment de difusió de pornografia, el càrrec no va prosperar perquè els testimonis citats per la fiscalia no van aportar el testimoni correcte. No obstant això, les autoritats van acusar Amàlrik de "parasitisme" i va ser sentenciat per un tribunal administratiu al desterrament (intern) en Sibèria occidental per un termini de dos anys i mig.(De fet, igual que en els casos d'altres notables dissidents, Amàlrik s'havia convertit en un "paràsit" en gran part perquè s'havia convertit en un indesitjable dissident davant els ulls del llavors omnipresent Estat soviètic, virtualment l'únic ocupador dins de l'URSS).
Va ser alliberat durant un curt període, però aviat fou novament arrestat i enviat a l'"exili intern" en una granja prop de la ciutat siberiana de Tomsk. Durant un breu viatge a Moscou per assistir al sepeli del seu pare, Amalrik va persuadir a una artista expressionista d'origen tàtara, de nom Giuzel Makudínova, al fet que es casés amb ell i que compartís el seu exili. Aquest va ser l'exili que el posteriorment descriuria en el seu escrit "Viatge involuntari a Sibèria", rus: Нежеланное путешествие в Сибирь Nejelànnoie puteixéstvie v Sibir. Gràcies als esforços realitzats pel seu advocat, la sentència va ser revocada el 1966 i Amàlrik va poder tornar a Moscou, per viure amb la seva dona Giuzel a un atapeït apartament comunal que incloïa un bany, una cuina i un telèfon.

### Protestes al judici
Al febrer de 1966, durant el procés judicial realitzat contra Andrei Siniavski i Iuli Daniel, el jove Amàlrik (de tan sols 27 anys en aquells dies) i altres dissidents van protestar públicament contra el judici. Amalrik es reunia sovint amb corresponsals estrangers per retransmetre protestes, va participar en vigílies fora dels jutjats i fins i tot va fer una entrevista a un reporter de televisió estatunidenc de televisió.
Després de la invasió soviètica de Txecoslovàquia el 1968 (fet històric conegut com a Primavera de Praga), el règim soviètic -encara que ja havia deixat enrere els pitjors mètodes del estalinisme - va incrementar la seva pressió sobre els intel·lectuals (intel·liguèntsia). En particular, l'apartament d'Amàlrik fou escorcollat dues vegades amb pocs mesos de diferència entre si, al maig de 1969 i al febrer de 1970.

### Sobreviurà la Unió Soviètica fins al 1984?
Andrei Amàlrik és especialment recordat en Occident pel seu notable, provocador i en certa manera premonitori assaig Sobreviurà la Unió Soviètica fins al 1984 ?, rus: Просуществует ли Советский Союз до 1984 года? Prosusxestvúiet li Sovetski Soiuz do 1984 goda?, el qual va ser publicat originalment el 1970.
Les consideracions de l'autor es basaven en una anàlisi social dels problemes de la societat soviètica, una anàlisi de la mida, la composició social i l'espectre ideològic dels dissidents soviètics i dels autors de les cartes de protesta. Es presta una atenció considerable a la confrontació de l'URSS i de la Xina. Amàlrik construeix suposicions sobre com podrien desenvolupar-se els esdeveniments de la guerra sovièticoxinesa, amb un resultat decebedor per a l'URSS (cal esmentar que, amb algunes descripcions neuròtiques del poder militar xinès, l'autor respecta el pensament xinès contemporani: en una altra part de l'obra, les declaracions de Mao Zedong són utilitzades com a arguments). Segons Amàlric, seria una guerra sense èxit la que provocaria el col·lapse d'un estat debilitat i no pas l'activitat dels dissidents.
| «                                                            | (rus) Между тем бюрократический режим, который привычными ему полумерами не в состоянии будет одновременно вести войну, разрешать экономические трудности и подавлять или удовлетворять народное недовольство, всё больше будет замыкаться в себе, терять контроль над страной и даже связь с действительностью. Достаточно будет сильного поражения на фронте или какой-либо крупной вспышки недовольства в столице — забастовки или вооружённого столкновения, — чтобы режим пал | (català) Mentrestant, el règim burocràtic, que per les seves mesures normals habituals no serà capaç de fer la guerra simultàniament, resoldre dificultats econòmiques i suprimir o satisfer el descontentament popular, es retirarà cada vegada més sobre si mateix, perdrà el control del país i fins i tot connectarà amb la realitat. Només haurà de tenir una forta derrota en el front o qualsevol gran brot de descontentament a la capital: una vaga o un xoc armat, perquè el règim caigui. | » |
| — Andrei Amàlrik, Sobreviurà la Unió Soviètica fins al 1984? | | |   |

Inicialment, l'autor volia posar el 1980 com l'any de l'eventual col·lapse de la Unió Soviètica, ja que aquell correspon a un nombre rodó. No obstant això, un amic el va convèncer perquè ho canviés a l'orwellià 1984, en referència directa a la novel·la del mateix nom (anagrama de 1948, any de la seva publicació original, i que feia referència a un Estat policia que feia de Gran Germà). Per tant, Amalrik predeia l'eventual col·lapse del règim soviètic per al primer lustre de la dècada del 1980, és a dir, per al període comprès entre 1980 i 1985 aproximadament. Amàlrik va errar en algunes de les seves prediccions, com ara el proper conflicte militar amb la Xina, i el col·lapse de la Unió Soviètica, que es va produir el 1991 i no pas el 1984.
Tot i que Sobreviurà la Unió Soviètica fins al 1984? és essencialment un treball periodístic, l'anàlisi de la societat soviètica i, sobretot, el moviment dissident realitzat per l'autor és tan acadèmic que dona la impressió d'investigació científica. Les conclusions d'Amalric es basen àmpliament en l'ús de brillants imatges artístiques imbuïdes de pessimisme històric al final de l'obra.
A mesura que l'any 1984 estava cada vegada més a prop, Amàlrik va revisar la seva estimació, però encara predeia que la Unió Soviètica finalment col·lapsaria.

#### Reacció estatunidenca
Les prediccions d'Amàlrik sobre un imminent col·lapse soviètic van ser rebutjades per la immensa majoria, si no tots, els principals especialistes occidentals en la Unió Soviètica. i va tenir un impacte menor i fins marginal a la sovietologia "de corrent principal" (mainstream).. Més aviat l'assaig d'Amàlrik fou rebut com una brillant i excepcional obra de literatura sobre els punts febles o fluixos del règim soviètic i del seu sistema socioeconòmic, però virtualment ningú tendia a donar-li valor com una digna peça de predicció política.

### Visions contemporànies sobre les profecies d'Amàlrik
A principis de la dècada del 1980, els vaticinis fets per Amàlrik semblaven més aviat exagerats. Per exemple, el 1983 (quan ja estava a punt d'arribar l'any de la seva predicció) Stephen F. Cohen, que llavors era professor a la tradicional Universitat de Princeton (Nova Jersey, Estats Units) va descriure al sistema polític-econòmic soviètic com a "remarcadament estable". Fins i tot al tardà 1991, el reconegut sovietòleg estatunidenc, el professor Jerry Hough va escriure que "la creença que la Unió Soviètica pot desintegrar com a país contradiu tot el que sabem sobre les revolucions i integracions nacionals al voltant del món ".
Això venia reforçat per alguns exagerats estudis de la CIA que suggerien que el Producte Nacional Brut (PNB) era de ni més ni menys que entre el 55 i el 60% de l'estatunidenc, i que encara continuava creixent, fins i tot durant el període de estancament de Leonid Bréjnev. Per la seva banda, el Premi Nobel d'Economia estatunidenc Paul Samuelson estimava que aquest era d'un 57% del dels Estats Units el 1987. En general, els analistes occidentals, a la dècada del 1980 i de principis de la de 1990, seguien usant (per realitzar les seves estimacions i projeccions), les velles xifres inflades sobre la  suposada mida i rendiment de l'economia soviètica. D'altra banda, les despeses soviètics en el camp "defensa" (és a dir, en armament ofensiu i defensiu) representava fins a un 15% del seu PNB (enfront de poc més d'un 5% en el cas de la seva contrapart estatunidenca).
No obstant això, després del col·lapse de la Unió Soviètica, el 1993 la revista britànica The Economist va citar xifres que estimacions de PNBs que eren  significativament  menors a les brindades per l'Atles del Banc Mundial (World Bank Atlas) durant l'any anterior. D'acord amb les llavors noves xifres revisades, els PNBs de les dues principals antigues repúbliques soviètiques, Rússia i Ucraïna, només eren aproximadament tan grans com els de Sud-àfrica i Kenya respectivament. Òbviament, resultava absolutament inversemblant que d'un any per a l'altre l'economia de l'antiga URSS hagués passat de representar un 50% de la grandària de l'estatunidenca, a només un 5% d'aquesta. Això mostra fins a quin grau el govern dels EUA i els serveis d'intel·ligència dels principals països occidentals havien arribat a sobreestimar la capacitat productiva de l'economia soviètica.Aquesta gran discrepància estadística sorgia perquè, fins a principis de la dècada del 1990, els analistes occidentals seguien utilitzant el tradicional mètode dels tipus de canvi per realitzar les seves conversions de rubles a dòlars estatunidencs (ja que el concepte de paritat del poder adquisitiu o PPA era encara molt nou en aquella època). No obstant això, el tipus de canvi soviètic oficial estava notablement inflat respecte al dòlar, tot i haver estat el ruble històricament una divisa feble.

#### Reacció soviètica el 1984
El 1996, el famós dissident soviètic (d'origen jueu) Natan Xaranski descriuria que "el 1984, uns funcionaris del KGB es van acostar a la presó i quan l'assaig d'Amàlrik es va esmentar, "van riure's de la seva predicció, dient-li 'Amàlrik és ben mort, però nosaltres encara estem molt presents'.”

#### Visions posteriors a l'URSS
D'aquells pocs que van presagiar la caiguda de la Unió Soviètica, incloent Andrei Amàlrik, l'autor Walter Laqueur va afirmar el 1995 que es tractava de profetes en gran manera accidentals, posseïdors d'un brillant coneixement de les debilitats del règim i d'una sort encara més gran.

### Segona condemna a presó
Durant diversos mesos posteriors a la publicació de a l'estranger de "Sobreviurà la Unió Soviètica fins a 1984" i "Viatge involuntari a Sibèria" (tots dos el 1970), fet que constituïa un delicte penal segons la dura legislació soviètica de llavors, Amàlrik romangué lliure per caminar pels carrers de Moscou i relacionar-se amb els pocs estrangers que visitaven llavors la Unió Soviètica.
El 21 de maig de 1970, va ser arrestat i traslladat a Sverdlovsk. En el judici de l'11 al 12 de novembre de 1970, va ser jutjat juntament amb Lev Ubojko, que havia distribuït obres d'Amàlrik. No es va declarar culpable. En l'última paraula, Amàlrik va dir:
| « | (rus) …Ни проводимая режимом «охота за ведьмами», ни её частный пример — этот суд — не вызывают у меня ни малейшего уважения, ни даже страха. Я понимаю, впрочем, что подобные суды рассчитаны на то, чтобы запугать многих, и многие будут запуганы, — и все же я думаю, что начавшийся процесс идейного раскрепощения необратим | (català) ... Ni la "caça de bruixes" realitzada pel règim, ni el seu exemple privat - aquest tribunal - no em produeixen el més mínim respecte, ni tan sols por. No obstant això, entenc que aquests tribunals estan dissenyats per intimidar a molts, i molts se sentiran intimidats - i, no obstant això, crec que el procés d'emancipació ideològica que ha començat és irreversible | » |

Va ser condemnat pel tribunal a tres anys en un camp de treball, segons l'article 190-1 del Codi Penal de la RSFSR ("difusió d'informacions deliberadament falses que desacreditin el sistema social i polític soviètic"). Va complir la seva condemna a les regions de Novossibirsk i Magadan. El 21 de maig de 1973, el dia del final de la seva condemna, es va iniciar un nou cas penal contra Amàlrik sota el mateix article 190-1 del Codi penal de la RSFSR. El juliol de 1973, fou condemnat de nou a tres anys als camps. Després d'una vaga de fam de quatre mesos, i de sol·licituds de perdó de tot el món (incloent 247 membres del PEN Club), afegit al seu delicat estat de salut (gairebé mor d'una meningitis) la sentència es va commutar per 3 anys de desterrament a Magadan. La major part del temps el passà a una colònia penal situada a prop del poble de Tàlaia.
Va tornar a Moscou el maig de 1975. Tot i que no eren jueus, les autoritats van intentar convèncer Amàlrik i la seva esposa perquè sol·licités visats a Israel, el canal comú per a l'emigració de la Unió Soviètica; però atès que no eren refuseniks, s'hi van negar. El 13 de setembre de 1975, Amàlrik va ser arrestat de nou. El capità de la policia va dir a la seva dona que va ser arrestat per no tenir permís per viure a Moscou; hauria pogut enfrontar-se a una multa o fins a un any de presó per violar la regulació del passaport soviètic. (les propiski).
A principis de 1976, Iuri Orlov, Andrei Amàlrik, Valentín Turtxin i Anatoli (Natan) Xaranski van desenvolupar la idea de crear grups especials no governamentals per recopilar informació sobre violacions de drets humans en diversos països (principalment a l'URSS) i informar els governs dels països participants en els Acords de Hèlsinki. Aquesta organització, que va limitar les seves activitats només al territori de l'URSS, va ser anomenada Grup Públic per a l'Aplicació dels Acords de Hèlsinki a l'URSS (més tard Grup Hèlsinki de Moscou).

### Exili
El KGB soviètic li va donar un ultimàtum a Andréi Amalrik: o emigrava o s'enfrontaria a una nova condemna. Davant el gens afalagador panorama que se li presentava, va decidir triar la primera opció, i el 1976 va aconseguir visats per a ell i la seva família amb destinació als Països Baixos. Tanmateix, Amàlrik, realitzaria una mena de "tour de comiat" abans d'emigrar.En els seus primers temps com a exiliat, va treballar en la neerlandesa Universitat d'Utrecht, i després va marxar als Estats Units per tal de continuar estudiant i oferint conferències sobre la Unió Soviètica i la seva experiència com a antic dissident soviètic. Posteriorment, ell i la seva dona Giuzel es van comprar una casa de camp a França, prop de la frontera amb Suïssa, on treballaria en la redacció del seu pròxim llibre, el qual tindria el suggerent títol de "Quaderns d'un revolucionari" (potser una analogia amb els "Quaderns de la presó" redactats pel destacat dirigent comunista italià Antonio Gramsci, durant el seu empresonament per part del règim feixista de Benito Mussolini).
Va menysprear la distensió amb la Unió Soviètica. Va instar que el comerç i la tecnologia occidentals estiguessin vinculats a la liberalització a la Unió Soviètica.

### Mort
El 12 de novembre de 1980 Andrei Amàlrik, la seva dona i dos exiliats soviètics, Vladímir Boríssov i Víktor Feinberg, es dirigien cap a Madrid en cotxe per assistir a una conferència entre els països de l'Est i l'Oest convocada per revisar els Acords de Hèlsinki de 1975
El cotxe que conduïa Amàlrik va sortir de la carretera en una zona humida a prop de la ciutat de Guadalajara (Castella-la Manxa, Espanya), i va impactar de cara contra un camió que s'apropava. Amàlrik va morir quasi instantàniament per l'impacte d'un tros de metall, probablement de la columna de direcció, que se li va incrustar a la gola. La seva vídua, Giuzel, només va patir ferides lleus, igual que els altres dos passatgers. Va ser enterrat al cementiri rus de Sainte-Geneviève-des-Bois prop de París. Fou rehabilitat pel tribunal el 1991. La seva esposa va continuar vivint a França. Va morir el 14 de maig del 2014, a l'edat de 72 anys.

## Llibres
- Andrej Amalrik. Sopravviverà l'Unione Sovietica fino al 1984? (en italià).  Roma, Àmsterdam: Coines edizioni spa, Alexander Herzen Foundation, 1970.
- Amalrik, Andrei. Involuntary Journey to Siberia (en anglès).  Mariner Books, 1971. ISBN 978-0156453936.
- Amalrik, Andrei. Nose! Nose? No–Se and Other Plays (en anglès).  Harcourt, 1973. ISBN 978-0156673501.
- Amalrik, Andrei. Journal d'un provocateur (en francès).  París: Seuil, 1980. ISBN 978-2020057042.
- Amàlrik, Andrei. Записки диссидента [Notes d'un dissident] (en rus).  Ann Arbor: Ардис, 1982.
- Amalrik, Andrei. Notes of a Revolutionary (en anglès). Traducció: Daniels, Gay.  Alfred A. Knopf, 1982. ISBN 978-0-394-41756-1.